# Automobiles Dasse
Automobiles Dasse war ein belgischer Hersteller von Automobilen aus Verviers. Der Markenname lautete Dasse.

## Unternehmensgeschichte
Ursprünglich Spengler und Elektriker, begann Gérard Dasse (1842–1920) 1894 zusammen mit seinen Söhnen Armand (1875–1956) und Yvan (1880–1964) den Bau von Automobilen. Nach einigen Versuchen mit Dreirädern entstand 1898 das erste Fahrzeug mit vier Rädern. Bis zum Ersten Weltkrieg kamen größere Motoren zum Einsatz, ab 1913 auch ein Modell mit Schiebermotor. 
Ab 1924 entstanden überwiegend Fahrgestelle für Nutzfahrzeuge. Dazu zählten Lastkraftwagen und Omnibusse und zumindest 1935 auch Traktoren. 1936 endete die Produktion im Fahrzeugbau, danach wurden ausschließlich Werkzeugmaschinen hergestellt. Die letzten Aktivitäten des Unternehmens endeten 1960, zu einem Zeitpunkt als Gründersohn Yvan Dasse noch aktiv im Unternehmen arbeitete.

## Pkw-Modelle
| Modell                     | Bauzeit   | Zylinder | Hubraum cm³ | Text                                             |
| Dreirad                    | 1894      | 1        |             | Prototyp, Dreirad, ein Rad vorne, Motor im Heck  |
| Dreirad                    | 1896–1898 | 1        |             | Prototyp, Dreirad, ein Rad hinten, Motor im Heck |
| Vierrad                    | 1898–1904 |          |             | erstes Serienmodell                              |
| 16 CV                      | 1904–1911 | 2        |             |                                                  |
| 24 CV                      | 1904–1911 | 4        | 4561        |                                                  |
| 15 HP                      | 1905–1907 | 3        | 2233        |                                                  |
| 16/22 CV                   | 1908–1911 | 4        | 2799        |                                                  |
| 12 HP                      | 1911–1914 | 4        |             |                                                  |
| 16 HP                      | 1911–1914 | 4        |             |                                                  |
| 24 HP                      | 1911–1914 | 4        |             |                                                  |
| 30 HP                      | 1911–1914 | 4        |             |                                                  |
| 50 HP                      | 1911–1914 | 4        |             |                                                  |
| Sans Soupapes              | 1913–1914 | 4        | 3562        | Schiebermotor                                    |
| 12 HP und Type A           | 1921–1930 | 4        | 2121        | unter anderem als Roadster                       |
| 20 HP, 20-30 HP und Type B | 1920–1930 | 4        | 3562        |                                                  |
| Six                        | 1925–1930 | 6        |             | unter anderem als Limousine                      |